# عالی هاران
عالی هاران (انگلیسی: Ally Haran؛ زادهٔ ۲۱ مهٔ ۱۹۹۶) بازیکن فوتبال اهل ایالات متحده آمریکا است.
وی همچنین در تیم‌های ملی فوتبال United States women's national under-19 soccer team, Canada women's national under-20 soccer team، و United States women's national under-20 soccer team بازی کرده‌است.